# Kenneth Bianchi
Kenneth Alessio Bianchi (Rochester, 22 maggio 1951) è un serial killer statunitense.
Lui e il cugino Angelo Buono sono conosciuti come gli "strangolatori di Hillside". Sta attualmente scontando la condanna all'ergastolo nello stato di Washington. Bianchi è anche sospettato di essere l'Alphabet Killer, autore di tre omicidi irrisolti nella sua città natale di Rochester, nello stato di New York.

## Biografia

### Primi anni
Bianchi è nato a Rochester, New York, da una prostituta che lo diede in adozione due settimane dopo il parto. Fu adottato a tre mesi da Frances Scioliono e suo marito Nicholas Bianchi a Rochester. Bianchi fu un ragazzo problematico già dall'infanzia, e sua madre adottiva lo descrisse come "un bugiardo compulsivo che è uscito dalla culla mentendo". Nonostante avesse un'intelligenza sopra la media, rendeva al di sotto delle aspettative e perdeva spesso il controllo.
A cinque anni li fu diagnosticata un'assenza tipica e un disordine passivo-aggressivo a dieci. Dopo la morte di Nicholas a causa di una polmonite nel 1964, Frances dovette andare a lavorare mentre il figlio andava a scuola. Frances teneva Bianchi in casa piuttosto che mandarlo a scuola per lunghi periodi di tempo. Bianchi andava spesso dal medico per problemi di minzione; nel tentativo di scoprire che problema avesse il medico gli ispezionò i genitali, e questo lo fece sentire umiliato.
Dopo che Bianchi si diplomò dal Gates-Chili High School nel 1971, sposò la fidanzata di allora; il matrimonio finì dopo otto mesi. Probabilmente lei lo lasciò senza spiegazioni. Bianchi lasciò il college dopo sei mesi, iniziando una serie di lavori casuali, finendo per lavorare come guardia di sicurezza in una gioielleria. Questo gli diede la possibilità di rubare oggetti di valore, che spesso regalava alle fidanzate o alle prostitute per comprare la loro fedeltà.
A causa dei numerosi piccoli furti, Bianchi si spostava costantemente. Andò a Los Angeles nel 1977, e iniziò a frequentare il cugino, Angelo Buono, che impressionò Bianchi con i suoi abiti di marca, gioielli, e il talento per avere tutte le donne che voleva e "metterle al loro posto". Dopo poco iniziarono a lavorare come sfruttatori delle prostitute, e negli ultimi mesi del 1977 iniziarono con gli omicidi. Quando furono arrestati nel 1979, avevano stuprato e ucciso dieci donne.

### Omicidi
Bianchi e Buono giravano per Los Angeles nella macchina di Buono e usavano finti distintivi per convincere le donne che erano poliziotti sotto copertura. Le loro vittime erano ragazze e donne tra i 12 e i 28 anni di vari ranghi sociali. Facevano quindi entrare le vittime nella macchina di Buono, che facevano passare per macchina della polizia non registrata, e le portavano a casa di Buono per torturarle e ucciderle. Le vittime furono:
- Yolanda Washington, 19 anni – 17 ottobre 1977
- Judith Lynn Miller, 15 anni – 31 ottobre 1977
- Lissa Kastin, 21 anni – 6 novembre 1977
- Jane King, 28 anni – 10 novembre 1977
- Dolores Cepeda, 12 anni – 13 novembre 1977
- Sonja Johnson, 14 anni – 13 novembre 1977
- Kristina Weckler, 20 anni – 20 novembre 1977
- Lauren Wagner, 18 anni – 29 novembre 1977
- Kimberely Martin, 17 anni – 9 dicembre 1977
- Cindy Lee Hudspeth, 20 anni – 16 febbraio 1978
- Karen Mandic, 22 anni – 11 gennaio 1979
- Diane Wilder, 27 anni – 11 gennaio 1979

Entrambi gli uomini abusavano sessualmente delle vittime prima di strangolarle. Sperimentarono poi altri metodi di uccisione, come iniezione letale, folgorazione, e avvelenamento con monossido di carbonio. Mentre commetteva gli omicidi, Bianchi cercò di lavorare per il Los Angeles Police Department (LAPD) e fece anche dei pattugliamenti con dei poliziotti alla ricerca degli Hillside Stranglers.
Una notte, dopo aver scorto la loro possibile undicesima vittima, Bianchi rivelò a Buono che aveva partecipato a dei pattugliamenti dell'LAPD, e che era ancora sotto interrogatorio per il caso. Buono si infuriò e minacciò di uccidere Bianchi se non si fosse trasferito a Bellingham, nello stato di Washington. Nel maggio 1978, Bianchi si trasferì a Bellingham.
L'11 gennaio 1979, mentre lavorava come guardia di sicurezza, Bianchi attirò due studentesse dentro una casa nella quale stava facendo da guardia. Le donne erano la ventiduenne Karen Mandic e la ventisettenne Diane Wilder, ed entrambe studiavano alla Western Washington University. Strangolò la prima ragazza dopo averla fatta sdraiare, e uccise la seconda nella stessa maniera. Senza l'aiuto del cugino, lasciò molte tracce e la polizia lo catturò il giorno dopo. Una patente della California e un semplice controllo lo collegavano agli indirizzi di due vittime degli "strangolatori di Hillside".
Dopo il suo arresto, Bianchi ammise che nel 1977 lui e Buono, fingendosi poliziotti, fermarono una ragazza chiamata Catharine Lorre con l'intenzione di rapirla e ucciderla. Ma dopo che appresero che era la figlia dell'attore Peter Lorre, la lasciarono andare. Solamente dopo che fu arrestato Catharine apprese l'identità degli uomini che aveva incontrato.

### Processo e condanna
Al processo, Bianchi si dichiarò non colpevole per infermità mentale, spiegando che gli omicidi erano stati commessi da un'altra personalità, un tale "Steven Walker". Bianchi alla fine convinse degli psichiatri esperti che soffriva di disturbo di personalità multipla, ma gli investigatori convocarono dei loro psichiatri, tra cui Martin Orne. Quando Orne disse a Bianchi che in casi veri di personalità multipla, ci sono tre o più personalità, Bianchi subito ne creò un'altra, "Billy". Alla fine, gli investigatori scoprirono che "Steven Walker" era il nome di uno studente al quale Bianchi aveva provato a rubare l'identità per esercitare fraudolentemente la professione di psicologo. La polizia trovò inoltre nella casa di Bianchi libri sulla psicologia moderna, provando la sua abilità di falsificare il disturbo. Bianchi fu costretto ad ammetterlo. Gli fu alla fine diagnosticato un disturbo antisociale di personalità con sadismo sessuale.
Per avere clemenza, Bianchi acconsentì a testimoniare contro Buono. Tuttavia, nella sua testimonianza, Bianchi cercò di essere il più possibile poco collaborativo e contraddittorio, apparentemente cercando di non far condannare Buono. Alla fine, gli sforzi di Bianchi non ebbero successo, e Buono fu condannato all'ergastolo.
Nel 1980 Bianchi iniziò una relazione con Veronica Compton, una donna che aveva conosciuto in prigione. Durante il processo, la Compton testimoniò in sua difesa, dicendo il falso alla giuria, rimanendo vaga sui racconti degli omicidi nel tentativo di discolpare Bianchi ed ammettendo che voleva comprare una camera mortuaria per compiere atti di necrofilia. Fu alla fine incriminata e mandata in prigione per aver tentato di strangolare una donna che aveva attirato in un hotel nel tentativo di convincere la polizia che i 2 killer erano ancora liberi. Bianchi probabilmente le aveva fornito in prigione dello sperma affinché lo utilizzasse per farlo apparire un delitto degli strangolatori di Hillside.
Nel 1992 fece causa a Catherine Yronwode per otto milioni e mezzo di dollari per aver messo il suo volto su una carta da gioco, dicendo che la sua faccia era un marchio registrato. Il giudice rigettò la causa dopo aver dichiarato che, se Bianchi avesse usato la sua faccia come marchio registrato mentre uccideva le sue vittime, non avrebbe cercato di nasconderla alla polizia. Bianchi sta attualmente scontando la sua pena al Washington State Penitentiary di Walla Walla, nello stato di Washington. Gli è stata negata la libertà condizionata il 18 agosto 2010. Potrà richiederla nuovamente nel 2025.